# Engelse hockeyploeg (vrouwen)
De Engelse hockeyploeg voor vrouwen is de nationale ploeg die Engeland vertegenwoordigt tijdens interlands in het hockey.
Het team won goud op het wereldkampioenschap van 1975 en het Europees kampioenschap van 1991 en 2015. Op de EK's in 2007 en 2009 veroverde de Engelse ploeg de bronzen medaille door beide keren Spanje te verslaan in de wedstrijd om de derde plaats.

## Erelijst Engelse hockeyploeg
| Jaar | Champions Trophy      | Europees kampioenschap     | Olympische Spelen | Wereldkampioenschap              | Hockey World League Hockey Pro League |
| ---- | --------------------- | -------------------------- | ----------------- | -------------------------------- | ------------------------------------- |
| 1971 |                       |                            |                   | 4e IFWHA WK 1971 Auckland        |                                       |
| 1972 |                       |                            |                   | geen deelname                    |                                       |
| 1974 |                       |                            |                   | geen deelname                    |                                       |
| 1975 |                       |                            |                   | IFWHA WK 1975 Edinburgh          |                                       |
| 1976 |                       |                            |                   | geen deelname                    |                                       |
| 1978 |                       |                            |                   | geen deelname                    |                                       |
| 1979 |                       |                            |                   | 6e IFWHA WK 1979 Vancouver       |                                       |
| 1980 |                       |                            | geen deelname     |                                  |                                       |
| 1981 |                       |                            |                   | geen deelname                    |                                       |
| 1983 |                       |                            |                   | 5e WK 1983 Kuala Lumpur          |                                       |
| 1984 |                       | 4e EK 1984 Rijsel          | geen deelname     |                                  |                                       |
| 1985 |                       |                            |                   |                                  |                                       |
| 1986 |                       |                            |                   | 5e WK 1986 Amstelveen            |                                       |
| 1987 | geen deelname         | 2e EK 1987 Londen          |                   |                                  |                                       |
| 1988 |                       |                            | geen deelname     |                                  |                                       |
| 1989 | geen deelname         |                            |                   |                                  |                                       |
| 1990 |                       |                            |                   | 4e WK 1990 Sydney                |                                       |
| 1991 | geen deelname         | EK 1991 Brussel            |                   |                                  |                                       |
| 1992 |                       |                            | geen deelname     |                                  |                                       |
| 1993 | geen deelname         |                            |                   |                                  |                                       |
| 1994 |                       |                            |                   | 9e WK 1994 Dublin                |                                       |
| 1995 | geen deelname         | 4e EK 1995 Amstelveen      |                   |                                  |                                       |
| 1996 |                       |                            | geen deelname     |                                  |                                       |
| 1997 | geen deelname         |                            |                   |                                  |                                       |
| 1998 |                       |                            |                   | 9e WK 1998 Utrecht               |                                       |
| 1999 | geen deelname         | EK 1999 Keulen             |                   |                                  |                                       |
| 2000 | geen deelname         |                            | geen deelname     |                                  |                                       |
| 2001 | geen deelname         |                            |                   |                                  |                                       |
| 2002 | 6e CT 2002 Macau      |                            |                   | 5e WK 2002 Perth                 |                                       |
| 2003 | 5e CT 2003 Sydney     | 4e EK 2003 Barcelona       |                   |                                  |                                       |
| 2004 | geen deelname         |                            | geen deelname     |                                  |                                       |
| 2005 | geen deelname         | EK 2005 Dublin             |                   |                                  |                                       |
| 2006 | geen deelname         |                            |                   | 7e WK 2006 Madrid                |                                       |
| 2007 | geen deelname         | EK 2007 Manchester         |                   |                                  |                                       |
| 2008 | geen deelname         |                            | geen deelname     |                                  |                                       |
| 2009 | 6e CT 2009 Sydney     | EK 2009 Amstelveen         |                   |                                  |                                       |
| 2010 | CT 2010 Nottingham    |                            |                   | WK 2010 Rosario                  |                                       |
| 2011 | 5e CT 2011 Amstelveen | EK 2011 Mönchengladbach    |                   |                                  |                                       |
| 2012 | geen deelname         |                            | geen deelname     |                                  |                                       |
| 2013 |                       | EK 2013 Boom               |                   |                                  | HWL 2012-13                           |
| 2014 | 5e CT 2014 Mendoza    |                            |                   | 11e WK 2014 Den Haag             |                                       |
| 2015 |                       | EK 2015 Londen             |                   |                                  | geen deelname                         |
| 2016 | geen deelname         |                            | geen deelname     |                                  |                                       |
| 2017 |                       | EK 2017 Amstelveen         |                   |                                  | 4e HWL 2016-17                        |
| 2018 | 6e CT 2018 Changzhou  |                            |                   | 6e WK 2018 Londen                |                                       |
| 2019 |                       | 4e EK 2019 Antwerpen       |                   |                                  | geen deelname                         |
| 2021 |                       | 5e EK 2021 Amstelveen      | geen deelname     |                                  | geen deelname                         |
| 2022 |                       |                            |                   | 8e WK 2022 / Amstelveen/Terrassa | 7e HPL 2022                           |
| 2023 |                       | 4e EK 2023 Mönchengladbach |                   |                                  | geen deelname                         |
| 2024 |                       |                            | geen deelname     |                                  | 7e HPL 2024                           |
| 2025 |                       | 5e EK 2025 Mönchengladbach |                   |                                  | 8e HPL 2025                           |

1971:  Nederland · 
1972:  Nederland · 
1974:  Nederland · 
1975:  Engeland · 
1976:  West-Duitsland · 
1978:  Nederland · 
1979:  Nederland · 
1981:  West-Duitsland · 
1983:  Nederland · 
1986:  Nederland · 
1990:  Nederland · 
1994:  Australië · 
1998:  Australië · 
2002:  Argentinië · 
2006:  Nederland · 
2010:  Argentinië · 
2014:  Nederland · 
2018:  Nederland · 
2022:  Nederland